# New Album (Boris)
New Album è un album in studio del gruppo musicale giapponese Boris, pubblicato nel 2011.

## Tracce
1. Party Boy – 3:49
2. 希望 -Hope- – 3:43
3. フレア – 4:21
4. Black Original – 4:27
5. Pardon? – 5:59
6. Spoon – 4:28
7. ジャクソンヘッド – 3:12
8. 黒っぽいギター – 4:09
9. Tu, la la – 4:15
10. Looprider – 7:13

## Formazione

### Gruppo
- Takeshi – voce, basso, chitarra
- Wata – chitarra, voce
- Atsuo – batteria, voce